# قره‌چمن، زنگلان
قره‌چمن (به لاتین: Karachiman) یک منطقهٔ مسکونی در جمهوری آرتساخ است که در استان کاشاتاق واقع شده‌است.